# Землетрус у Чорногорії та Албанії (1979)
Землетрус у Чорногорії (на той момент входила до складу Югославії) стався о 06:19 UTC 15 квітня 1979 року. Це був найбільш руйнівний землетрус у Чорногорії, тодішній частині Югославії.

## Територія
Головним чином, відчувався уздовж узбережжя Чорногорії та Албанії. Магнітуда землетрусу становила 7 балів за шкалою Ріхтера та IX балів за шкалою Меркаллі. Епіцентр землетрусу був у морі на відстані 15 кілометрів від берега між Баром та Ульцинем. Поштовхи тривали десять секунд. Це відчувалося і в інших частинах країни (у Подгориці та Дубровнику з інтенсивністю VII, у Сараєві та Скоп'є V—VI, у Белграді IV, у Загребі та Любляні III—IV), а за ним слідувало понад 90 афтершоки сильніші за 4,0 за шкалою Ріхтера.

## Збитки

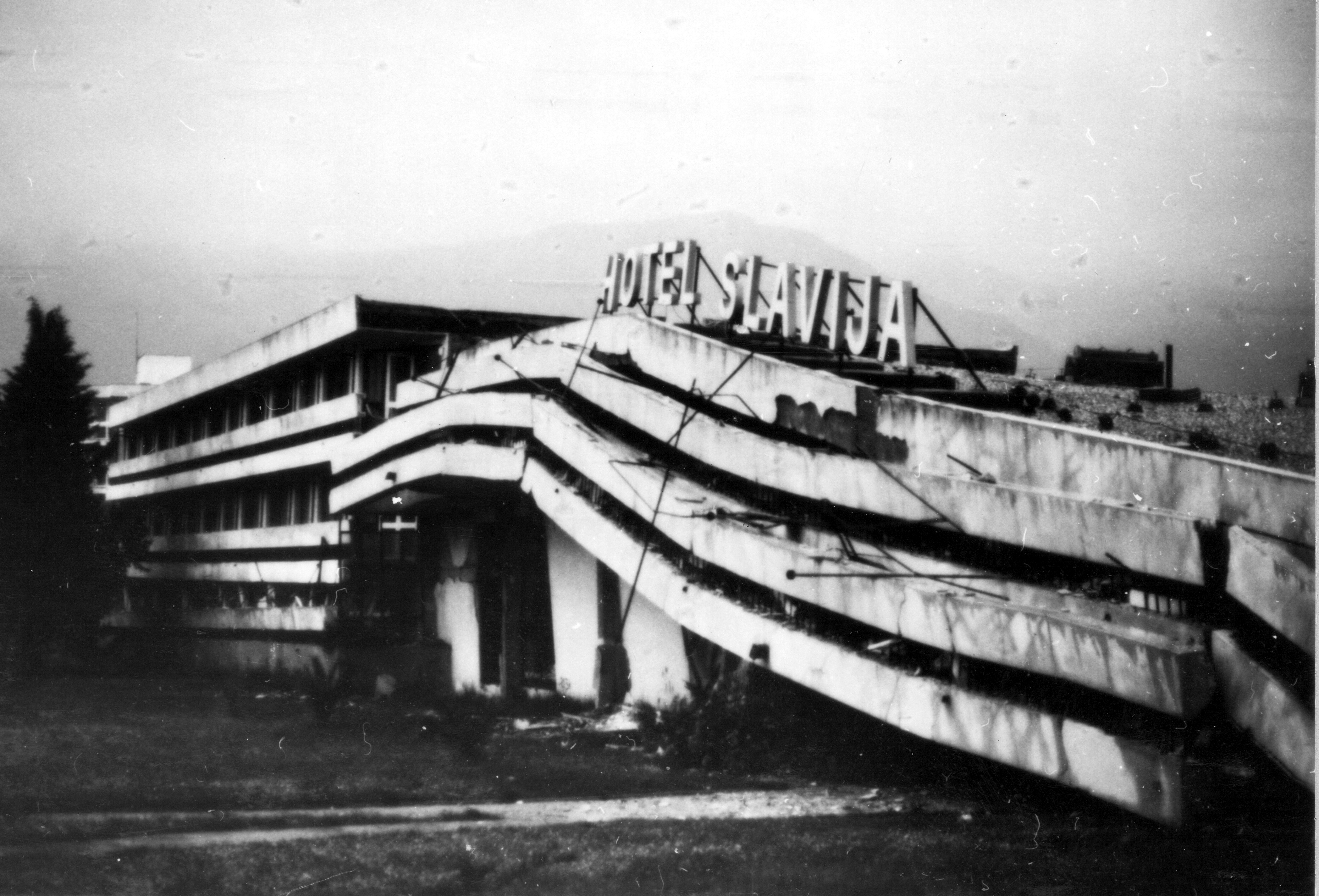
Зруйнований готель «Славія» (Будва)

101 людина загинула в Чорногорії та 35 — в Албанії. Більш як 100 тисяч жителів залишилися без даху над головою.
Було зруйновано або серйозно постраждали різні історико-архітектурні пам'ятки в таких прибережних містах як Котор, Херцег-Новий, Будва, Бар та Ульцинь. Міста внутрішньої частини країни Цетинє, Даниловград, Никшич і столиця Чорногорії Тітоград (нині Подгориця) також зазнали руйнувань, але менш серйозно.
28 травня 1979 року генеральний директор ЮНЕСКО закликав світове співтовариство надати грошову допомогу для усунення наслідків землетрусу. У жовтні 1979 року Комітет всесвітньої спадщини вирішив включити природний і культурно-історичний район Яка до Переліку об'єктів Світової спадщини , що перебуває під загрозою (з 2003 року статус «перебуває під загрозою» скасовано з причини «поліпшення ситуації»).
ЮНЕСКО через ICCROM надав допомогу Республіканському інституту охорони пам'яток культури для відновлення фресок у церкві Богородиці в монастирі Підляства. Аналогічна допомога була надана для відновлення церкви Олександра Невського на острові Святий Стефан.
Перші оцінки вартості пошкоджених культурних цінностей склали близько 10 527 690 000 югославських динарів (10,5 мільярдів доларів США), що становить трохи менш як 15 % загальних втрат від землетрусу. Уряд Югославії погодився сплатити 82 % загальної кошторисної вартості пошкоджених культурних цінностей, а решту 18 % заплатили місцеві муніципалітети. Щоб допомогти покрити загальні витрати внаслідок катастрофи, уряд створив статутний фонд, згідно з яким кожен робітник у СФР Югославія вносив 1 % своєї щомісячної зарплати на реставрацію протягом десяти років, з 1979 по 1989 роки. До 1 вересня 1983 року уряд акумулював бюджет на загальну суму 54,7 мільярда динарів, з яких 21,0 мільярд виділено на відновлення культурних цінностей.
До 1984 року Чорногорія ще реставрувалась, все Чорногорське узбережжя, особливо Будва та Котор, а також Cetinje отримували найважчі обсяги реставрації. За цей час повністю відновлено, зокрема Меморіальний музей Йована Томашевича в Барі; Монастир святого Олександра Невського в Будві; Республіканський інститут охорони пам'яток культури (колишнє посольство Австрії), Державний музей (колишній Палац короля Миколая), Національна галерея та єпископський дім на Цетинє; Архів і галерея Йосипа Бепо Бенковича в Герцег-Нові, Культурний центр в Которі, Церква Святого Георгія в Ораховці (Котор), Церква Богоматері в Кримовичах (Котор), Церква Іоанна в Дубі (Котор), Церква Георгія в Сісічі (Котор), Церква Святого Георгія в Сутварі (Котор), Церква Святого Георгія в Прераді (Котор), Церква Св. Євстасія в Доброті (Котор), Церква Богоматері Скелевої у Пересті (Котор), римські мозаїки в Рісані (Котор) та дванадцять церковних споруд у Грбаллі (Котор).